# Кобяково (Рязанская область)
Кобяко́во — село в Сасовском районе Рязанской области России. Входит в состав Каргашинского сельского поселения.

## География
Расположено на западе района, на реке Жуковке, в 5 км по асфальтированной дороге к западу от райцентра Сасово. Там же расположена ближайшая железнодорожная станция Сасово.
Ближайшие населённые пункты:
- посёлок Сасовский в 3,5 км к востоку по асфальтированной дороге;
- город Сасово в 5 км к востоку по асфальтированной дороге;
- село Верхнее Мальцево в 4 км к юго-западу по грунтовой дороге;
- деревня Малое Хреново в 10 км к западу по грунтовой дороге;
- посёлок 12 лет Октября в 5 км к северо-западу по грунтовой дороге.

## Население
| 1981 | 1985 | 1989 | 2002 | 2010 |
| ---- | ---- | ---- | ---- | ---- |
| 250  | →250 | ↘151 | ↘73  | ↘24  |

## Инфраструктура
В селе 2 улицы. Через реку Жуковку имеется капитальный железобетонный мост. До 2000 года была молочно-товарная ферма. По состоянию на 2012 год, большинство жилых домов используется «под дачу».

## Хозяйство
В 0,5 км к северу разрабатывается песчаный карьер, сырье которого используется в Сасовском и близлежащих районах для строительства, в частности, насыпей автомобильных дорог. Там же, за карьером находятся сады (яблочные и земляничные клетки), практически одичавшие.